# 시쓰미촌
시쓰미촌(일본어: 質美村)은 일본 교토부 후나이군에 있던 촌이다.

## 역사
- 1889년 4월 1일 - 정촌제 시행에 의해 시쓰미촌이 단독으로 자치체를 형성하였다.
- 1929년 4월 10일 - 우메다촌, 산노미야촌, 히노키야마촌과 합병해 미즈호촌이 성립, 동일 시쓰미촌은 폐지되었다.

## 참고문헌
- 角川日本地名大辞典 26 京都府